# Prime number 〜君と出会える日〜
「Prime number 〜君と出会える日〜」（プライム・ナンバー きみとであえるひ）は、 大倉明日香のシングル。2013年2月27日にメディアファクトリー（後のKADOKAWA）から発売された。

## 概要
後にASCAとして活躍する歌手、大倉明日香のデビューシングル。メディアファクトリー時代に出した唯一の作品でもある。表題曲「Prime number 〜君と出会える日〜」は、テレビアニメ『さくら荘のペットな彼女』の後期エンディングテーマに起用された。ジャケットはキャラクターデザイナー藤井昌宏による神田空太、椎名ましろ、青山七海、上井草美咲、三鷹仁、赤坂龍之介のイラストが描かれている。

## 収録曲
（全作詞：石川智晶、作曲：田代智一）
1. Prime number 〜君と出会える日〜 [4:20][1]
  - テレビアニメ『さくら荘のペットな彼女』後期エンディングテーマ
  - 編曲：本間昭光
  - ノリが良く、頑張りたい気持ちなれる曲で、大倉自身は「Tシャツみたいにさせないから」と「静かに舞い降りたフィロソフィーの羽根」の部分を気に入っている。また、レコーディングは音楽教室で経験して慣れてはいたが、本人いわく「褒められると胡坐をかくタイプ」のため、プロデューサー（篠原氏）に厳しく指摘されつつ行ったとのこと。デモ曲がバラード調に聞こえたため、そのように歌ったら、「明るく歌え」と指摘され、本人も元々そういう歌い方が初めてのため、出来上がった曲を聴いて「自分じゃないみたい」とのコメントをしている（文化放送の「超デジスタ」による）[3]。
2. Prime number〜君と出会える日〜（Blue Sky VER.） [4:26][1]
  - 編曲：後藤康二
3. Prime number 〜君と出会える日〜（Instrumental）
4. Prime number〜君と出会える日〜（Blue Sky VER.）（Instrumental）